# 玛丽亚-玛格达列娜·鲁苏
玛丽亚-玛格达列娜·鲁苏（羅馬尼亞語：Maria-Magdalena Rusu，1999年9月30日—），罗马尼亚女子赛艇运动员。她曾代表罗马尼亚参加世界赛艇锦标赛，获得一枚金牌。她也曾参加2020年夏季奥林匹克运动会。